# Anton Karpuchow
Anton Anatoljewicz Karpuchow (ros. Антон Анатольевич Карпухов; ur. 23 kwietnia 1988) – rosyjski siatkarz grający na pozycji przyjmującego. Od sezonu 2015/2016 występuje w drużynie Kuzbass Kemerowo.

## Sukcesy klubowe
Mistrzostwo Rosji:
- 2019
- 2020

Superpuchar Rosji:
- 2019

## Sukcesy reprezentacyjne
Liga Narodów:
- 2018

Memoriał Huberta Jerzego Wagnera:
- 2018